# David James Oakley
David James Oakley (Stourbridge, 28 novembre 1955) è un vescovo cattolico britannico, dall'8 gennaio 2020 vescovo di Northampton.

## Biografia
David James Oakley è nato a Stourbridge il 28 novembre 1955, primogenito di una famiglia con cinque figli. All'età di sette anni si è trasferito con la famiglia a Birmingham.
Dopo aver compiuto gli studi superiori al St Mary's College a Oscott, località di Birmingham, è stato ordinato presbitero il 5 luglio 1980 dall'arcivescovo George Patrick Dwyer, incardinandosi nell'arcidiocesi di Birmingham.
Dopo l'ordinazione sacerdotale ha ottenuto il dottorato in teologia pastorale all'Università di Hull, la licenza a Lovanio, in Belgio, e il master's degree al Maryvale Institute di Birmingham.
Al termine degli studi è stato vicario parrocchiale della Saint Patrick Church a Birmingham dal 1980 al 1982, della parrocchia Corpus Christi a Wolverhampton dal 1982 al 1985 e della St Peter's Church a Leamington Spa dal 1985 al 1988. È stato poi parroco di Saint Joseph's Church a Whitnash dal 1988 al 1992, di Christ the King a Kingstanding, sempre a Birmingham, dal 1992 al 1999, di St. Giles' Church a Cheadle dal 1999 al 2003 e dal 2003 al 2013 di Our Lady of the Assumption a Maryvale, località di Birmingham, dove contemporaneamente ha insegnato nel dipartimento per la famiglia e la catechesi del Maryvale Institute.
Nel 2013 è stato nominato rettore del St Mary's College a Oscott.
L'8 gennaio 2020 papa Francesco lo ha nominato vescovo di Northampton. Ha ricevuto l'ordinazione episcopale il 19 marzo seguente per imposizione delle mani del cardinale Vincent Nichols.

## Genealogia episcopale
La genealogia episcopale è:
- Cardinale Scipione Rebiba
- Cardinale Giulio Antonio Santori
- Cardinale Girolamo Bernerio, O.P.
- Arcivescovo Galeazzo Sanvitale
- Cardinale Ludovico Ludovisi
- Cardinale Luigi Caetani
- Cardinale Ulderico Carpegna
- Cardinale Paluzzo Paluzzi Altieri degli Albertoni
- Papa Benedetto XIII
- Papa Benedetto XIV
- Papa Clemente XIII
- Cardinale Marcantonio Colonna
- Cardinale Giacinto Sigismondo Gerdil, B.
- Cardinale Giulio Maria della Somaglia
- Cardinale Carlo Odescalchi, S.I.
- Cardinale Costantino Patrizi Naro
- Cardinale Serafino Vannutelli
- Cardinale Domenico Serafini, Cong. Subl. O.S.B.
- Cardinale Pietro Fumasoni Biondi
- Arcivescovo Filippo Bernardini
- Vescovo Franziskus von Streng
- Arcivescovo Bruno Bernard Heim
- Cardinale Basil Hume, O.S.B.
- Cardinale Vincent Nichols
- Vescovo David James Oakley